# Aphanisma blitoides
Aphanisma blitoides Nutt. ex Moq. – gatunek rośliny z monotypowego rodzaju Aphanisma w obrębie rodziny szarłatowatych (Amaranthaceae Juss.). Występuje naturalnie w południowo-zachodnich Stanach Zjednoczonych (w Kalifornii) oraz północno-zachodnim Meksyku (w Kalifornii Dolnej). 

## Morfologia
PokrójRoślina jednoroczna dorastająca do 10–60 cm wysokości.
LiścieUlistnienie jest naprzemianległe. Mają kształt od łyżeczkowatego do lancetowatego lub podłużnego. Mierzą 20–50 mm długości. Blaszka liściowa jest całobrzega, o tępym lub ostrym wierzchołku.
KwiatyPromieniste, obupłciowe, pojedyncze lub zebrane po 2–5 w pęczki, rozwijają się w kątach pędów. Mają 3–5 mięsistych działek kielicha, zrośniętych u podstawy. Pręcików jest 5, są wolne. Zalążnia jest górna, jednokomorowa.
OwoceNiełupki przybierające kształt pęcherzy, przez co sprawiają wrażenie jakby były napompowane. Mają kulisty kształt i osiągają 1–2 mm długości.

## Biologia i ekologia
Rośnie na wybrzeżach, w zaroślach lub na terenach piaszczystych. Występuje na obszarach nizinnych. Preferuje gleby słone.